# Exèrcit de Kitchener

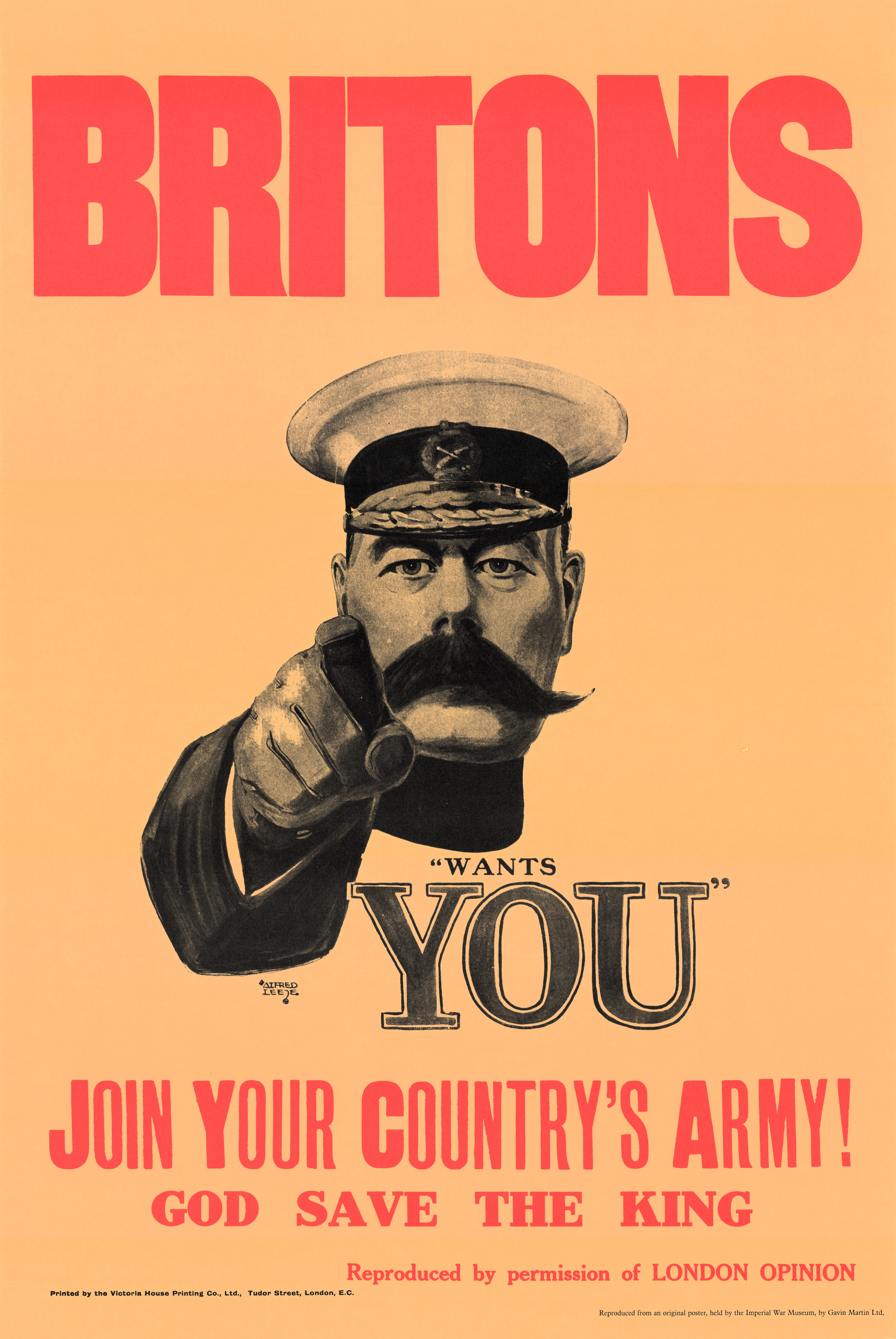
Pòster de reclutament d'Alfred Leete per l'exèrcit de Kitchener.

L'Exèrcit Nou (New Army en anglès), sovint anomenat Exèrcit de Kitchener (Kitchener's Army) o, també, torba de Kitchener (Kitchener's Mob),
va ser un exèrcit (inicialment format per voluntaris) de l'exèrcit britànic format el 1914, a l'inici de la Primera Guerra Mundial. Es va crear per recomanació de Horatio Herbert Kitchener, aleshores Secretari d'Estat per la Guerra. La intenció de Kitchener, originalment, era que aquest exèrcit estigués preparat per entrar en cobat el 1917, però les circumstàncies van provocar que ho fes molt abans. El primer combat destacat en què va participar va ser la batalla de Loos (setembre-octubre de 1915).

## Estructura
L'Exèrcit Nou de Kitchener es va dividir entre Grups Armats (que volia dir un grup de divisions de mida similar a un exèrcit, no un grup d'exèrcits) i divisions:

### Grup Armat K1
- 9a Divisió (Escocesa)
- 10a Divisió (Irlandesa)
- 11a Divisió (Septentrional)
- 12a Divisió (Oriental)
- 13a Divisió (Occidental)
- 14a Divisió (Lleugera)—originalment 8a Divisió (Lleugera), però renumerada quan es va formar la 8a Divisió de l'exèrcit regular, el setembre de 1914.[1]

### Grup Armat K2
- 15a Divisió (Escocesa)
- 16a Divisió (Irlandesa)
- 17a Divisió (Septentrional)
- 18a Divisió (Oriental)
- 19a Divisió (Occidental)
- 20a Divisió (Lleugera)

### Grup Armat K3
- 21 Divisió
- 22a Divisió
- 23a Divisió
- 24a Divisió
- 25a Divisió
- 26a Divisió

### Grup Armat K4 Original
El 4t Exèrcit de Kitchener es va formar el novembre de 1914 amb
- 30a Divisió
- 31a Divisió
- 32a Divisió
- 33a Divisió
- 34a Divisió
- 35a Divisió

Les divisions encara no estaven formades del tot quan es va decidir utilitzar-les com a reemplaçaments dels primers tres exèrcits. Així, les divisions van ser desmobilitzades el 10 d'abril de 1915; les brigades d'infanteria i els batallons es van convertir en formacions de reserva de les altres tropes de divisió i van ser transferides a les divisions dels recentment creats Quart i Cinquè Exèrcits.

### Grup Armat K4/K5
Re-designat K4 després de l'eliminació del K4 original.
- 30a Divisió—originalment designada 37a Divisió[3]
- 31a Divisió—originalment designada 38a Divisió[4]
- 32a Divisió—originalment designada 39a Divisió[5]
- 33a Divisió—originalment designada 40a Divisió[6]
- 34a Divisió—originalment designada 41a Divisió[7]
- 35a Divisió—originalment designada 42a Divisió[8]

### Grup Armat K5
Després de la redesignació de l'anterior Grup Armat K5, es va formar un nou K5.
- 36a Divisió (Ulster)—reclutada com Divisió de l'Ulster, numerada el 28 d'agost de 1914.[9]
- 37a Divisió—originalment designada 44a Divisió[10]
- 38a Divisió (Gal·lesa)—originalment designada 43a Divisió[11]
- 39a Divisió
- 40a Divisió
- 41a Divisió